# یژی اوستونسکی
یژی اوستونسکی (انگلیسی: Jerzy Ustupski؛ ۱ آوریل ۱۹۱۱ – ۳ اکتبر ۲۰۰۴) قایقران روئینگ اهل لهستان بود.
وی در مسابقات کشوری و بین‌المللی در مجموع برندهٔ ۱ مدال طلا، ۲ مدال برنز شده‌است.